# Захаровская (Шеговарское сельское поселение)
Захаровская — деревня в Шенкурском районе Архангельской области. Входит в состав муниципального образования «Шеговарское».

## География
Деревня расположена в южной части Архангельской области, в таёжной зоне, в пределах северной части Русской равнины, в 40 километрах на север от города Шенкурска, на левом берегу реки Педима, близ впадения её в реку Ледь. Ближайшие населённые пункты: на востоке деревня Букреевская, на западе, на противоположном берегу Педимы, деревня Марковская.
Часовой пояс
Захаровская, как и вся Архангельская область, находится в часовой зоне МСК (московское время). Смещение применяемого времени относительно UTC составляет +3:00.

## Население
| 2002 | 2010 | 2012 |
| ---- | ---- | ---- |
| 7    | ↗10  | ↘7   |

## История
Указана в «Списке населенных мест Архангельской губернии к 1905 году» как деревня Захаровская (Островъ). Насчитывала 10 дворов, 42 мужчины и 44 женщины. В административном отношении деревня входила в состав Ямскогорского сельского общества Ямскогорской волости Шенкурского уезда Архангельской губернии.
На 1 мая 1922 года в поселении 15 дворов, 33 мужчин и 42 женщины.
В 2004 году деревня вошла в состав Ямскогорского сельского поселения. 2 июля 2012 года деревня Захаровская вошла в состав Шеговарского сельского поселения в результате объединения муниципальных образований «Шеговарское» и «Ямскогорское».